# مارتین اندرسن نیکسو
مارتین اندرسن نیکسو (به دانمارکی:  Martin Andersen Nexø) (زاده ۲۶ ژوئن ۱۸۶۹ – درگذشته ۱ ژوئن ۱۹۵۴) نویسنده دانمارکی بود.
اندرسن در خانواده فقیر در شهر کپنهاگ به‌دنیا آمد و بعد او و خانواده‌اش در شهر نیکسو مستقر شدند. دو اثر نکسو که در مضمون زندگی طبقه کارگر نوشته شده بود با استقبال جهانی مواجه شد. نخستین آن‌ها پلۀ فاتح، داستان یک کارگر مزرعه است که به کپنهاگ می‌رود و رهبر گروهی کارگر مبارز می‌شود. دومی دیته، دختر انسان، زندگی پریشان زنی فقیر و شجاع را روایت می‌کند.
نکسو که شیفته اتحاد جماهیر شوروی بود عضو حزب کمونیست دانمارک شد و سال ۱۹۴۹ دانمارک رو ترک کرد و در آلمان شرقی ساکن شد.